# Mary Island (Neuseeland)
Mary Island ist eine Insel im Lake Hauroko, in der Region Southland auf der Südinsel von Neuseeland.

## Geographie
Mary Island befindet sich im südlichen Drittel des Lake Hauroko, rund 3,8 km südlich von Queenstown entfernt. Die Insel, die eine Höhe von 363 m über dem Meeresspiegel und eine Fläche von rund einem Quadratkilometer besitzt, hat eine Länge von rund 2 km in Nordnordwest-Südsüdost-Richtung und eine maximale Breite von rund 760 m in Ost-West-Richtung. Der Abstand zum Ufer des Sees beträgt nach Norden lediglich rund 15 m. Die Insel schließt mit ihrer Länge zur Hälfte einen nach Osten abgehenden Seitenarm des Sees ab.
Die Insel ist gänzlich bewaldet.